# Вилинген (Вестервалд)
Вилинген (њем. Willingen) општина је у њемачкој савезној држави Рајна-Палатинат. Једно је од 192 општинска средишта округа Вестервалд. Према процјени из 2010. у општини је живјело 263 становника. Посједује регионалну шифру (AGS) 7143311.

## Географски и демографски подаци
Вилинген се налази у савезној држави Рајна-Палатинат у округу Вестервалд. Општина се налази на надморској висини од 570 метара. Површина општине износи 3,7 km². У самом мјесту је, према процјени из 2010. године, живјело 263 становника. Просјечна густина становништва износи 71 становника/km².